# NGC 1173
NGC 1173 je jedan do danas nepotvrđeni objekt u zviježđu Perzeju. Sva promatranja poslije nisu na tom položaju uočila nikoji objekt.

## Vanjske poveznice
- SEDS: NGC 1173